# 팻 쿠퍼

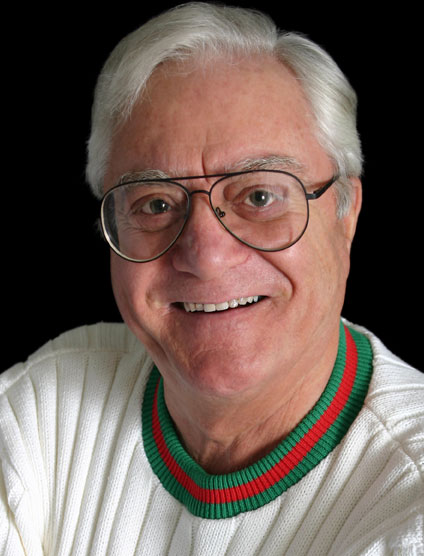

팻 쿠퍼(Pat Cooper, 본명; 이탈리아어: Pasquale Caputo, 1929년 7월 31일~2023년 6월 6일)는 미국의 배우, 희극인이다.
브루클린에서 태어났다.

## 출연

### 영화
- 애널라이즈 디스 (1999) - 살바토르 마시엘로 역
  - 애널라이즈 댓 (2002)
- 아리스토크래츠 (2005, The Aristocrats) - 다큐멘터리

### 텔레비전
- 더 데이비드 프로스트 쇼(1969-70, The David Frost Show)